# Przemysław Niemiec
Przemysław Krzysztof Niemiec (nascido em 11 de abril de 1980) é um ciclista polonês, atual membro da equipe Lampre-Merida.

## Carreira
Niemiec fez sua estreia profissional em 2002 com a equipe italiana Amore & Vita-Beretta, com a qual conseguiu vencer o Giro del Medio Brenta.
Natural de Oświęcim, Niemiec venceu o Tour da Eslovênia (2005) e a edição de 2006 do Giro de Toscana. Também venceu uma série de etapas do Route du Sud e terminou em décimo sexto ao lado dos principais concorrentes nos Jogos Olímpicos de Verão de 2008 em Pequim.
Obteve vitórias de prestígio como Giro del Trentino e a Settimana Coppi e Bartali. Após esses bons resultados, assinou com a equipe de categoria UCI ProTour (nível mais elevado de profissionalismo), a Lampre-Merida, aos 30 anos de idade. Com esta equipe, Niemiec obteve grandes conquistas, como a sexta posição na classificação geral do Giro d'Italia 2013, ou como a sua melhor vitória como profissional na Volta a Espanha 2014, no topo mítica dos Lagos de Covadonga.